# VK Slavia Praha
VK Slavia Praha je pražský veslařský klub. Veslařský oddíl Slavia Praha je jedním z nejstarších sportovních klubů v ČR. V jeho řadách veslují medailisté z vrcholných světových soutěží (MS, OH), výkonnostní veslaři na republikové úrovni, ale i vyznavači rekreačního sportu. Loděnice je umístěna v centru Prahy pod Jiráskovým mostem na Smíchově naproti známé stavbě "Tančícího domu".

## Historie
Dějiny VK Slavie se začaly psát 17. října 1885, kdy došlo ke sjednocení bruslařského a veslařského klubu Triton pod společný název Slavia. Prvním předsedou oddílu se stal Josef Renner. Klub během své existence vystřídal několik míst, až se roku 1930 musel v důsledku pozemkové reformy přestěhovat z Podolí do dnešního sídla u tenkrát ještě nedostavěného Jiráskova mostu. Po tomto přestěhování došlo jen k usídlení loděnice v břehovém pilíři Jiráskova mostu, k občasné opravě klubové budovy, tzv. „domečku“ (z nich nejvýznamnější v letech 1964 – 1965) až konečně ke zbourání domečku v devadesátých letech a k otevření nové moderní budovy na jeho místě v roce 1999.

## Významné osobnosti
Josef Renner – první předseda klubu a mecenáš, který má lví podíl na založení klubu a na prvních 20 letech jeho života, kdy stál v čele klubu. V roce 1905 však Slávii nečekaně s několika dalšími členy opustil, aby založil nový klub ČVK Praha.
prof. PhDr. František Widimský – dlouholetý předseda klubu za První republiky

### Někteří veslaři
O. Langhans, Bohumil Černý, Bratři Kallmünzerové a Šircové, Julius Gerhard, Jiří Štefan, Vojtěch Hvězda, Richard Hereyk, Josef Dyrynk, František Cvrček, Filip Koudela, Václav Chalupa starší, Jiří Palko, Jaroslav Veltruský, Pavel Pěkný, Michal Cígler, Jakub Hanák, Miroslava Knapková, Jitka Antošová, Lenka Antošová, Jiří Kejval.

## Úspěchy
Titul nejlepšího veslařského klubu v ČSSR/ČR (poválečné období): 16x (1950, 1957–1961, 1963–1964, 1975–1980, 2001 a 2003)